# Saint-Ouen-de-Thouberville
Saint-Ouen-de-Thouberville é uma comuna francesa na região administrativa da Normandia, no departamento de Eure. Estende-se por uma área de 6,32 km². Em 2010 a comuna tinha 2 412 habitantes (densidade: 381,6 hab./km²).